# 柏淳
柏 淳（かしわ あつし、1963年2月28日 - ）は日本の精神科医、ハートクリニック横浜院長。

## 来歴
群馬県出身。1988年3月、東京大学医学部医学科卒業。医学博士。米国ソーク研究所、東京医科歯科大学精神科講師等を経て、2009年4月よりハートクリニック横浜院長。2016年5月1日、横浜市神奈川区のかながわ県民センターで、大人の発達障害について理解を深め関わり方を学ぶ会合で講演を行った。

## 人物
- 日々成人期発達障害者の診療に携わっている。
- 昭和大学医学部客員教授、東京医科歯科大学非常勤講師・学医、青山学院大学非常勤講師、東京都文京区非常勤医師（精神保健相談）も兼務している。
- 横浜市発達障害検討委員等を務めるなど地域との連携にも力を入れている。

## 主張
- 2022年6月、大人の発達障害について「本人に問診をしないと診断はできないが、発達障害にマイナスのイメージを持ち、医療にかかることを警戒する人もいる」と話した。診断については、「『悪いところを直しなさい』という意味ではなく、長所と短所を自覚し、生活の質を向上させるためのものだと、本人に理解してもらうことが大切だ」と指摘した[2]。
- 同年8月、発達障害の診断について次のように述べた。「子どものころの経験や、本人が感じている困りごとをしっかり聞いていくのが診断の柱です。ただ、本人の話だけだと分からないことも多い。そのため、大人の発達障害であれば配偶者、同僚、友人などに話を聞きます。実家が遠方の方は実家に電話をしたり、母子手帳や通信簿を見るなど、客観情報を集めます。ですから診断まで1カ月から2カ月、場合によってはそれ以上かかります。1回で診断がつくことはまずありません。」発達障害の診断時に用いられることもある知能検査のWAIS（ウェイス）・WISC（ウィスク）については、「これだけで診断するわけではなく補助的に用いるもの」とし、「検査はどちらかというと、診断のためというよりその後の支援のためにすると考えた方がいい」と述べた。rTMS療法については次のように述べた。「18歳未満の若年者への安全性は確認されておらず、子どもの脳の発達に与える影響等は不明です。発達障害圏の疾患（自閉症、ADHD、アスペルガー障害など）やそれに関連する症状、あるいは不安解消や集中力や記憶力の増進などに対する効果は、海外においても確認されていません。」患者への対応については次のように述べた。「患者さんは、発達障害の特性だけでなく、それによってさまざまな困りごとを抱え、クリニックに来院します。隠れている精神障害やトラウマなど、多面的な視点から総合的に診断し、個別に必要な支援をさぐることが重要です。」[3]。
- 同月、発達障害について次のように述べた。「発達障害は元々持っている特性で、精神障害とは明確に違う。…我々は、精神科のクリニックなので精神障害の患者をみている中で発達障害の方をみているのですが、精神障害の方は病気になるその前と後で何かしらの変化があります。その“変化”を捉えていくのが精神障害の診断なのですが、発達障害の診断というのはそうではありません。発達障害は元々持っている特性ですよね。生まれたときからずっとあるものが、大人になってからの環境と何らかの不適合が起こってしまう。それで来院されるのです。」発達障害の診断については次のように述べた。「例えばASDであれば子供のころから（症状が）ないといけない、ADHDであれば今は12歳以前から小学校のころから“不注意”や“多動衝動性”などの特性がないといけません。これはそれぞれ9項目とも基準があって、その中の6箇所以上を満たすかつ、それが12歳以前から2箇所以上ある。そういう人を（発達障害）と診断するということになっています。」発達障害に脳波検査や磁気による治療法を活用することについては次のように述べた。「現時点では不可能だ。…（脳波検査など）で発達障害そのものを診断するというのは、今の精神医学のレベルでは難しいと思います。研究的にはいろいろやられており、様々なデータが出ていますが、いらっしゃった患者さんがそれらを検査して診断をつけるというのは現時点では不可能だと思います。」発達障害の治療については次のように述べた。「発達障害は、簡単に治療できるものではありません。時間をかけても生まれ持った特性そのものが変わる訳ではないのです。『治療』といっても空気が読めないのを読めるようにするという話ではなく、特性は特性としてありつつも“定型発達”といわれる人たちが多数派である世の中でも『仕事しやすくする』とか『夫婦関係を良くする』ための工夫をどうしていくかなどが1番大事なことです。診断ができてもその先が伴わないと意味がないのです。」[4]。

## 学会
- 成人発達障害支援学会
  - 評議員を務めている。
  - 2023年10月21・22日、第10回大会長を務める[5]。
- 日本成人期発達障害臨床医学会
  - 理事を務めている。
  - 第1回学術集会で大会長を務めた。
- 日本生物学的精神医学会
  - 評議員を務めている。

## 著書

### 単著
- 柏淳『マンガでわかる！発達障害とグレーゾーンの人が見ている世界大全』文響社、2025年3月。ISBN 9784866519012。（漫画:工藤ぶち）

### 共著
- 岩波明 監修『おとなの発達障害 : 診断・治療・支援の最前線』光文社、2020年8月。ISBN 9784334044916。
- 岩波明 編『これ一冊で大人の発達障害がわかる本』診断と治療社、2023年3月。ISBN 9784787825582。

### 監修
- 真行結子『私の夫は発達障害? : カサンドラな妻たちが本当の幸せをつかむ方法』すばる舎、2020年10月。ISBN 9784799109298。

## 関連人物
- 岩波明
- 加藤進昌
- 本田秀夫